# 흐메이밈 공군기지

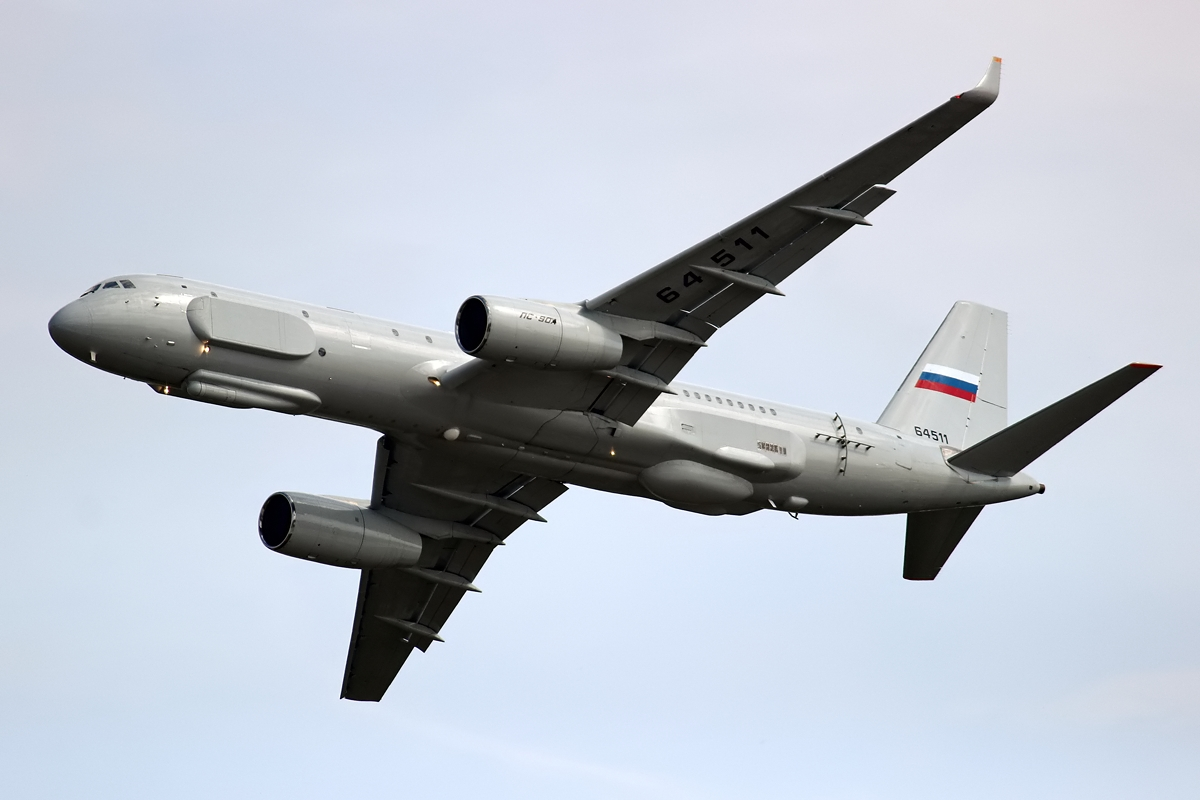
투폴레프 Tu-214R 정찰기

흐메이밈 공군기지(Hmeimim Air Base)는 시리아 라타키아 주의 주도 라타키아의 남동쪽에 위치한 공군기지이다. 러시아 공군이 사용중이다. 2.8 km 길이 활주로 1개가 있으며, 바셀 알아사드 국제공항의 시설을 공동으로 사용하고 있다.

## 역사
세계 최대의 수송기인 최대이륙중량 400톤 안토노프 An-124, 최대이륙중량 200톤 일류신 Il-76 수송기가 이착륙할 수 있다.
2015년 몇개월만에, 관제탑을 포함해, 에어컨 시설이 구비된 1,000명이 거주할 수 있는 시설을 신축했다.
수호이 Su-24, 수호이 Su-25, 수호이 Su-34 등 50대의 군용기가 배치되었다. T-90 탱크, BTR-82 장갑차, 포병, 밀 Mi-24 공격헬기, 밀 Mi-8 수송헬기도 배치되어 있다. BTR-82는 미국 스트라이커 장갑차와 같은 8륜구동 차륜형 장갑차다.
2015년 11월 24일 2015년 러시아 수호이 Su-24 격추 사건 이후, S-400 지대공 미사일도 배치되었다.
2016년 1월말에 수호이 Su-35 전투기가 배치되었다. 60초만에 이륙준비가 가능하며, 탐지거리 400 km의 Irbis-E 전자식 위상배열 레이다를 장착했다.
2016년 2월 투폴레프 Tu-214R 정찰기가 배치되었다. SAR 레이다(SIGINT), 통신감청장비(COMMINT), ELINT 장비를 탑재했다.
2015년 9월부터 2016년 3월까지, 기지에서 항공기들이 9,000 소티 이상을 출격했다.